# Elasmus indicus
Elasmus indicus är en stekelart som beskrevs av Sievert Allen Rohwer 1921. Elasmus indicus ingår i släktet Elasmus och familjen finglanssteklar.
Artens utbredningsområde är:
- Bangladesh.
- Sri Lanka.

Inga underarter finns listade i Catalogue of Life.